# プリティ・フライ
「プリティ・フライ」（原題：Pretty Fly (for a White Guy)）は、オフスプリングのパンク・ロック・ソング。オフスプリングの5枚目のスタジオ・アルバム『アメリカーナ』（1998年）からの最初のシングルとして発売された。この曲はポップスとオルタナティヴ・ミュージックのラジオ局で人気があり、全米シングルチャートで53位を記録し、ビルボード・ホット・メインストリーム・ロック・チャートで5位を獲得した。さらに、15か国のチャートに入り、オーストラリア、イギリスなどそのうちの9か国で1位を記録する、このバンドにとって最も商業的に成功したシングルとなった。
この曲はオフスプリングの『グレイテスト・ヒッツ』（2005年）にも収録されている。

## トラック・リスト

### 初盤
| #  | タイトル                                        | 作詞 | 作曲・編曲 | 時間 |
| -- | ----------------------------------------------- | ---- | ---------- | ---- |
| 1. | 「Pretty Fly (for a White Guy)」                |      |            | 3:08 |
| 2. | 「Pretty Fly (for a White Guy) (The Geek Mix)」 |      |            | 3:07 |
| 3. | 「All I Want (Live)」                           |      |            | 2:02 |

### オーストラリア CD Maxi
| #  | タイトル                                        | 作詞 | 作曲・編曲 | 時間 |
| -- | ----------------------------------------------- | ---- | ---------- | ---- |
| 1. | 「Pretty Fly (for a White Guy)」                |      |            | 3:08 |
| 2. | 「Pretty Fly (for a White Guy) (The Geek Mix)」 |      |            | 3:07 |
| 3. | 「No Brakes」                                   |      |            | 2:06 |

### ヨーロッパ CD Maxi
| #  | タイトル                                                         | 作詞 | 作曲・編曲 | 時間 |
| -- | ---------------------------------------------------------------- | ---- | ---------- | ---- |
| 1. | 「Pretty Fly (for a White Guy)」                                 |      |            | 3:08 |
| 2. | 「Pretty Fly (for a White Guy) (The Geek Mix)」                  |      |            | 3:07 |
| 3. | 「Pretty Fly (for a White Guy) (The Baka Boys Low Rider Remix)」 |      |            | 3:03 |
| 4. | 「All I Want (Live)」                                            |      |            | 2:02 |

## 構成と歌詞
最初のドイツ語に似ているが意味をなさないフレーズは、デフ・レパードの曲「ロック・オブ・エイジ」(Rock of Ages) で「1、2、3、4」の掛け声の代わりに使われていたものをサンプリングしている。詞を要約すると、何も理解しないまま流行を追いかけ、女の子にもてたいがためヒップホップ文化にあこがれる白人のなりたがりギャングスタをバカにしている。歌詞には米国の著名人、TVプログラム、車名などが登場するので、そのまま翻訳しようとすると齟齬が生じやすい。女性ボーカルは、声優のニカ・フッターマンがつとめている。

## ミュージック・ビデオ
ビデオの監督はマックGがつとめている。内容は「白人の若者」がローライダーに乗って町を通りぬけて人々の前で格好をつける。そして、車の油圧システムで飛び跳ね、メキシカンギャングに呆れられ、ブレイクダンスの集まりに割り込んで踊り、それを見ていた女の子たちに担ぎ上げられてプールに放り込まれる。これらの場面の途中で、バンドの演奏が挿入される。そして、びしょ濡れで家に帰った若者に対して、幼い妹が怖がるところでこのビデオは終わる。
オフスプリングのギタリスト・ヌードルスは、このビデオを気に入っていることを語っている。
白人の若者を演じるガイ・コーヘンは、次作「ホワイ・ドント・ユウ・ゲット・ア・ジョブ?」のビデオでもエンディングでローライダーに乗ってカメオ出演している。

### DVD
このミュージック・ビデオは、2005年に発売されたDVD『Complete Music Video Collection』に収録されている。DVDには、ビデオのストーリーボード・バージョンも収録されている。